# Retículo sarcoplasmático

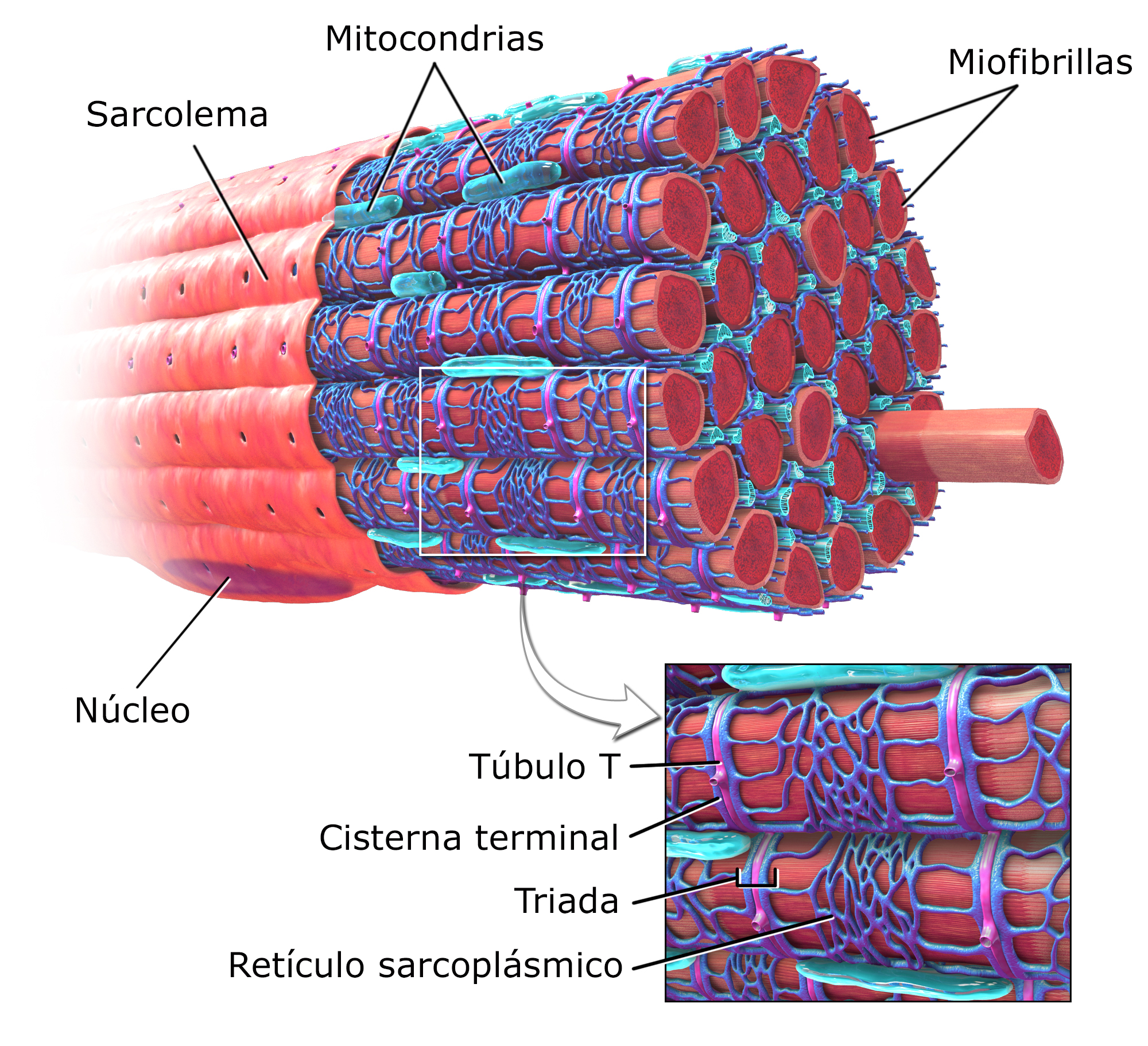
Fibra de músculo esquelético, con el retículo sarcoplásmico en azul.

El retículo endoplasmático liso de las células musculares se encuentra altamente especializado, ya que desempeña un papel importante en el ciclo contracción-relajación muscular, dosificando la concentración de iones de calcio en el citoplasma. Esta estructura recibe el nombre de retículo sarcoplásmico o sarcoplasmático (RS).
Está formado por sarcotúbulos, forma una red que envuelve y rodea las miofibrillas. A nivel de la Banda I (clara) los sarcotúbulos tienen una disposición longitudinal respecto a la miofibrilla. En el centro de la Banda A (oscura) forman un retículo más o menos elaborado. Hacia la Banda I los sarcotúbulos terminan en cisternas de mayor calibre que discurren perpendicularmente a las miofibrillas (parecen balcones). Estas cisternas se denominan cisternas terminales.